# Olga Boettcher
Olga Boettcher Maetschl (La Unión, 15 de enero de 1907-La Unión, 4 de junio de 2002) fue una política chilena que se desempeñó como gobernadora del departamento de La Unión, convirtiéndose en la primera mujer en desempeñar dicho cargo en Chile y en Sudamérica.

## Biografía
Nació en La Unión el 15 de enero de 1907, siendo hija de Ricardo Boettcher y Anita Maetschl, formando parte de una familia de nueve hermanos. Realizó sus estudios en el Colegio Alemán de La Unión y posteriormente en el Instituto Alemán de Valdivia.
Participó activamente de diversas instituciones de la zona, como por ejemplo la Cruz Roja Chilena, el Club de Ski de Chile, la Liga de Asistencia Social de La Unión, el Club Aéreo de La Unión y Río Bueno, y participó en la creación de la Cooperativa Agrícola y Lechera de La Unión (Colun). En las elecciones municipales de abril de 1938 fue elegida regidora de la comuna de La Unión por el Partido Radical.
El 12 de marzo de 1941 fue nombrada por el presidente de la República, Pedro Aguirre Cerda, como gobernadora del departamento de La Unión, convirtiéndose en la primera mujer que asumía dicho cargo tanto en el país como en Sudamérica. Renunció a su cargo el 4 de febrero de 1942, siendo reemplazada por Damián Carrasco Oñate.
El 8 de noviembre de 1952 fue nuevamente designada como gobernadora del departamento de La Unión, esta vez bajo el segundo gobierno del presidente Carlos Ibáñez del Campo. Fue confirmada en el cargo por Jorge Alessandri al asumir la presidencia de la República en 1958, desempeñándose en el cargo de gobernadora hasta el 31 de octubre de 1964.
El 15 de febrero de 1987 fue declarada Hija Ilustre de La Unión por el alcalde de la época, Enrique Larre. El 8 de septiembre de 1993 presentó su libro autobiográfico, y falleció en su casa en el fundo «El Laurel» de La Unión el 4 de junio de 2002.